# Annalen der Physik
Ne doit pas être confondu avec Annals of Physics.
Annalen der Physik (abrégé en Ann. Phys. (Berlin)) est la plus ancienne revue scientifique de physique, publiée depuis 1799. C'est une revue à comité de lecture qui publie des articles en anglais dans tous les domaines reliés à la physique.
D'après le Journal Citation Reports, le facteur d'impact de ce journal était de 3.276 en 2018. L'actuel directeur de publication est Stefan Hildebrandt.

## Histoire
Le journal a plusieurs fois changé de titre au cours de son histoire :
- Journal der Physik, 1790-1794  (ISSN 0863-6516)
- Neues Journal der Physik, 1795-1797
- Annalen der Physik, 1799-1808
- Annalen der Physik und der physikalischen Chemie, 1819-1824
- Annalen der Physik und Chemie, 1824-1899
- Annalen der Physik, 1900-en cours  (ISSN 0003-3804)

Au début du XXe siècle, l'allemand est la langue de référence dans le domaine de la physique, et la revue, alors publiée dans cette langue est la revue de référence. L'anglais a depuis pris le dessus, et Annalen der Physik est publiée de nos jours en langue anglaise. De nombreux travaux majeurs y ont initialement été publiés. Parmi les articles célèbres figurent notamment les quatre papiers d'Albert Einstein publiés en 1905,,,, ainsi que des travaux de Heinrich Rudolf Hertz sur l'effet photoélectrique et Max Planck sur le corps noir.